# Michael Sofia
Michael J. Sofia est un chimiste dont les recherches portent principalement sur la découverte de médicaments contre le virus de l'hépatite C et celui de l'hépatite B. Il est co-récipiendaire du Prix Albert-Lasker pour la recherche médicale clinique pour ses travaux sur l'hépatite C en 2016 et du Gertrude B. Elion Memorial Award de l'International Society for Antiviral Research en 2017.

## Carrière
Sofia obtient un baccalauréat en chimie de l'Université Cornell et un doctorat en chimie organique de l'Université de l'Illinois à Urbana-Champaign. Il effectue un stage postdoctoral à l'Université Columbia, suivi d'un travail de chercheur scientifique dans des sociétés de biotechnologie, dont le Squibb Institute for Medical Research, Eli Lilly and Company, et Bristol-Myers Squibb. Il est vice-président senior de la chimie chez Pharmasset de 2005 à 2012 lorsque Pharmasset est racheté par Gilead, après quoi il devient conseiller senior.
Michael Sofia est directeur scientifique et cofondateur d'Arbutus Biopharma, anciennement OnCore Biopharma avant sa fusion en 2015 avec Tekmira Pharmaceuticals.
Il reçoit le Prix Albert-Lasker pour la recherche médicale clinique en 2016 pour ses recherches sur l'hépatite C, avec Charles M. Rice et Ralf FW Bartenschlager. Il reçoit également le prix IUPAC-Richter de chimie médicale 2016 et le prix de l'innovation 2015 de l'Economist dans la catégorie Bioscience pour le développement du sofosbuvir, qui porte le nom de Sofia pour ses contributions à la découverte et au développement du médicament. Il reçoit le Gertrude B. Elion Memorial Award de la Société internationale pour la recherche antivirale (2017).